# John Martin (Politiker, um 1730)

John Martin

John Martin (* um 1730 in Colony of Rhode Island and Providence Plantations; † Januar 1786) war ein US-amerikanischer Politiker und Soldat. Von 1782 bis 1783 war er Gouverneur von Georgia.

## Frühe Jahre
Der genaue Geburtsort und das Geburtsdatum von John Martin sind unbekannt. In einem seiner späteren Briefe erwähnt Martin, er sei in Rhode Island geboren. Sein Geburtstag wird um das Jahr 1730 vermutet. Zusammen mit seinem Bruder James ließ er sich 1767 in der Gemeinde St. Philips südlich von Savannah in Georgia nieder. Im Jahr 1775 war er Delegierter auf dem Provinzialkongress, dem ersten unabhängigen Kongress Georgias. In den folgenden Jahren nahm er aktiv als Offizier am Amerikanischen Unabhängigkeitskrieg teil. Dabei durchlief er alle Dienstgrade vom Leutnant bis zum Oberstleutnant.
1778 übernahm Martin als Bürgermeister von Savannah sein erstes politisches Amt; von 1778 bis 1779 fungierte er als Sheriff im Chatham County.

## Gouverneur von Georgia
Am 2. Januar 1782 wurde Martin als Nachfolger von Nathan Brownson zum Gouverneur von Georgia gewählt. Seine Amtszeit war von Kriegsauswirkungen überschattet. Zu Beginn seiner Amtszeit waren die Briten auf dem endgültigen Rückzug aus Georgia. Augusta und weite Teile des Landes hatten sie bereits unter seinem Vorgänger geräumt. Nun gaben sie auch Savannah und den noch besetzten Rest des Landes auf. Martins Hauptaufgabe war es nun, wieder Ordnung herzustellen. Außerdem war das Land durch Plünderungen und andere Kriegseinwirkungen verarmt. In einem ersten Schritt wurden 340 Tories, Anhänger der britischen Krone, die während des Krieges Verbrechen an der zivilen Bevölkerung begangen hatten, des Landes verwiesen. Ihr Eigentum wurde eingezogen. Mit dem eingezogenen Vermögen konnte man Reis aus South Carolina kaufen und die Hungersnot eindämmen. Anderen, weniger radikalen Loyalisten, die für die Briten gekämpft hatten, wurde die Rehabilitation angeboten. Die heimkehrenden Soldaten konnten sofort auf ihren heimischen Farmen arbeiten und die Lebensmittelproduktion soweit erhöhen, dass zumindest das Hungerproblem gelöst wurde.
Trotzdem gab es in Georgia noch viele ungelöste Probleme wie z. B. die Indianerfrage im Westen und Süden. Dieses Problem wurde erst in den 1830er Jahren durch den so genannten Indian Removal Act mit der Ausweisung der letzten Indianer aus Georgia auf Kosten der Indianer gelöst. Auch in der Innenpolitik gab es heftige Probleme, weil sich zwei Gruppierungen bis aufs Äußerste bekämpften und auch vor Mord nicht zurückschreckten. Der frühere Gouverneur John A. Treutlen wurde ein solches Mordopfer. Ein anderer späterer Gouverneur, James Jackson, duellierte sich des Öfteren mit seinen Gegnern, wobei es auch zu Todesfällen kam. Diese innenpolitischen Spannungen sollten sich ebenfalls noch bis in die ersten Jahrzehnte des 19. Jahrhunderts hinziehen. Obwohl es Martin nicht gelang, diese Probleme zu lösen, hat er doch wesentlich dazu beigetragen, dass Georgia die unmittelbaren und härtesten Kriegsfolgen überwinden konnte.

## Lebensabend und Tod
Mit der Wahl von Lyman Hall zum neuen Gouverneur von Georgia am 9. Januar 1783 endete Martins Amtszeit. Am 30. Januar des gleichen Jahres wurde er Finanzminister von Georgia. Diesen Posten behielt er bis zum 17. März 1784. Eine Krankheit zwang ihn zu einem Ortswechsel. Er hoffte im Westen, in einem besseren Klima, Heilung zu finden. Diese Hoffnung sollte sich nicht erfüllen. Aus einem Zeitungsartikel vom 2. Februar 1786 geht hervor, dass er in der Vorwoche auf dem Weg nach Westen verstorben sei. Aus diesem Grunde ist sein Sterbeort und Datum ebenso unbekannt wie die Daten seiner Geburt.